# Martine Bertereau

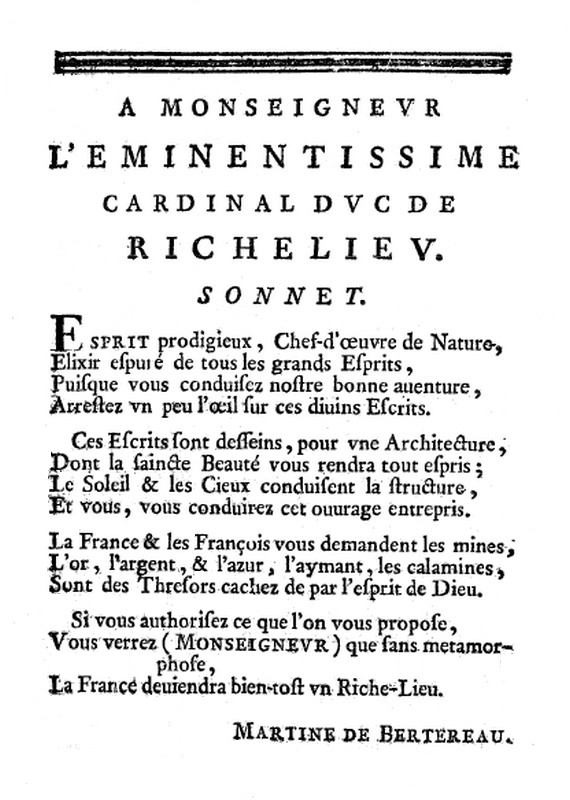
Soneto dedicado al cardenal Richelieu por Martine Bertereau en su libro La restitution de pluton (1640).

Martine Bertereau, también conocida como baronesa de Beausoleil (Francia; c. 1590-Vincennes, Francia; c. 1642) fue una pionera en ingeniería de minas y mineralogista francesa que viajó extensamente por Europa en busca de yacimientos minerales. Examinó los sitios de cientos de minas potenciales en Francia al servicio del rey. Sus escritos describen el uso de varillas de adivinación, así como muchos consejos científicos y prácticos que obtuvo en gran parte del libro De architectura, escrito por el arquitecto romano Vitruvio, son una visión única de las habilidades artesanales involucradas en la minería en el siglo XVII.

## Biografía
Martine Bertereau provenía de una noble familia francesa de Touraine que tradicionalmente se dedicaba a la minería. Se casó con Jean de Chatelet, barón de Beausoleil y de Auffenbach, experto en minería. Rodolfo II, emperador del Sacro Imperio Romano Germánico, lo había nombrado comisario general de las minas de Hungría. Mientras el barón tenía esta posición, la pareja realizó muchos viajes visitando minas en Sudamérica, Hungría y Alemania. 
Enrique IV de Francia los comisionó para inspeccionar el territorio francés en 1626, con la intención de ubicar posibles minas y revivir la industria minera del país. Establecieron una base en Morlaix en Bretaña. Su actividad despertó sospechas en el clero provincial de que sus métodos implicaban magia y un sacerdote llamado Touche-Grippé, que era el preboste provincial, revisó en su castillo en busca de material incriminatorio. No se levantaron cargos, pero ambos se vieron obligados a abandonar Francia. Tiempo después serían invitados por el rey Luis XIII, para continuar con el trabajo.
La baronesa escribió dos informes sobre su trabajo, el primero, Véritable déclaration de découverte des mines et minières, se publicó en 1632. El segundo estaba escrito en forma de poema dirigido al cardenal Richelieu, La restitution de pluton (1640), es realmente una súplica para que les paguen por el trabajo realizado que llevaron a cabo a sus propias expensas.
En esta obra busca defender su posición inusual como mujer en la industria minera:

Pero qué hay de lo que dicen otros acerca de una mujer que se compromete a cavar agujeros y perforar montañas: esto es demasiado audaz y supera las fuerzas y la diligencia de este sexo, y tal vez, hay más palabras vacías y vanidad en tales palabras (vicios por los que las personas frívolas a menudo son señaladas) que apariencia de verdad. Podría recomendar a este incrédulo y a todos los que se arman con tales y otros argumentos similares, a historias profanas, donde encontrarán que, en el pasado, ha habido mujeres que no solo eran belicosas y expertas en armas, sino que todavía más, expertas en artes y ciencias especulativas, declarado tanto por los griegos como por los romanos.

Se especula que la demanda de dinero hizo que el gobierno actuara en contra de ellos acusándolos de brujería. Jean de Chastelet fue encarcelado en la Bastilla y Martine y su hija mayor en el castillo de Vincennes. Ambos murieron en prisión.